# Іст Стерлінгшир
«Іст Стерлінгшир» (шотл. East Stirlinshire) — професійний шотландський футбольний клуб з міста Фолкерк. Виступає у шотландській Другій лізі як член Шотландської професійної футбольної ліги (ШПФЛ). Домашні матчі з 2008 року проводить на стадіоні «Охілв'ю Парк» в Стенхаузмурі, який вміщує 3 746 глядачів.

## Короткі відомості
Футбольний клуб «Іст Стерлінгшир» офіційно засновано в 1881 році, але дехто вважає датою створення клубу 1880 рік, коли місцевий крикетний клуб створив футбольну команду під назвою «Британія».
В сезоні 1900-01 «Іст Стерлінгшир» увійшов в Шотландську футбольну лігу. З тих пір більшість своєї історії команда виступала в ШФЛ, а в 2013 році увійшла до ШПФЛ. За цей час клуб по один раз вигравав та один раз ставав срібним призером Другого дивізіону Шотландії. Найвище досягнення команди — це виступи в сезонах 1932-33 та 1963-64 у вищому дивізіоні. 
«Іст Стерлінгшир» вперше зіграв в Кубку Шотландії в 1882 році. Його найкращий результат в цьому змаганні — три чвертьфінали, в останній з яких команда потрапила в 1981 році.